# Von Thronstahl
A Von Thronstahl egy német martial industrial/neofolk/neoclassical együttes. Két római katolikus testvér, Josef Wilhelm Maria és Bernhard Klumb alapította, 1995-ben. Zenéjük monumentális, wagneriánus hangszerelésű szimfonikus tételekből, neofolk/apocalyptic folk stílusú akusztikus gitárriffekből és kemény, erőteljes martial ritmusokból épül fel. Szövegeik leggyakrabban hazaszeretettel, illetve a modern világ, főleg a nyugati országok problémáival foglalkoznak. 
Az együttest - az általuk alkalmazott kép és szimbolizmus miatt - gyakran vádolják fasizmussal, bár ezek kizárólag ultrakonzervatív-tradícionalista szellemiségéből adódnak. 
Az együttes saját lemezein kívül több válogatáshoz is készített felvételeket, például a Cavalcare la Tigre című Evola-emlékalbumhoz is, ezen kívül Fasci-Nation név alatt saját lemezkiadót is üzemeltetnek.

## Diszkográfia
- 1998 Sturmzeit (10" Vinyl)
- 2000 Imperium Internum (CD)
- 2001 E Pluribus Unum (CD)
- 2001 Leipzig "Lichttaufe" 2000 (7" Vinyl)
- 2002 Re-Turn Your Revolt Into Sytle
- 2003 Bellum, Sacrum Bellum!? (CD)
- 2004 Pessoa/Cioran
- 2004 Split (with The Days Of The Trumpet Call)
- 2006 Mutter der Schmerzen (MCD)
- 2007 Sacrificare (CD-Box / CD)

## Külső hivatkozások
- Hivatalos Von Thronstahl weboldal
- Angol weboldal
- CD review